# Australská mužská basketbalová reprezentace
Australská mužská basketbalová reprezentace reprezentuje Austrálii v mezinárodních soutěžích v basketbalu.

## Mistrovství světa
| Rok/pořádající země                   | Účast              |
| ------------------------------------- | ------------------ |
| MS 1950 Argentina                     | Ne                 |
| MS 1954 Brazílie                      | Ne                 |
| MS 1959 Chile                         | Ne                 |
| MS 1963 Brazílie                      | Ne                 |
| MS 1967 Uruguay                       | Ne                 |
| MS 1970 Jugoslávie                    | 12. místo          |
| MS 1974 Portoriko                     | 12. místo          |
| MS 1978 Filipíny                      | 7. místo           |
| MS 1982 Kolumbie                      | 5. místo           |
| MS 1986 Španělsko                     | 17. místo          |
| MS 1990 Argentina                     | 7. místo           |
| MS 1994 Kanada                        | 5. místo           |
| MS 1998 Řecko                         | 9. místo           |
| MS 2002 USA                           | Ne                 |
| MS 2006 Japonsko                      | 13. místo          |
| MS 2010 Turecko                       | 11. místo          |
| MS 2014 Španělsko                     | 12. místo          |
| MS 2019 Čína                          | 4. místo           |
| MS 2023 Filipíny, Japonsko, Indonésie | 10. místo          |
| Celkem                                | – 0× · – 0× · – 0× |

## Olympijské hry
| Rok/pořádající země | Účast                            |
| ------------------- | -------------------------------- |
| Berlín 1936         | Ne                               |
| Londýn 1948         | Ne                               |
| Helsinky 1952       | Ne                               |
| Melbourne 1956      | 12. místo                        |
| Řím 1960            | Ne                               |
| Tokio 1964          | 9. místo                         |
| Mexiko 1968         | Ne                               |
| Mnichov 1972        | 9. místo                         |
| Montreal 1976       | 8. místo                         |
| Moskva 1980         | 8. místo                         |
| Los Angeles 1984    | 7. místo                         |
| Soul 1988           | 4. místo                         |
| Barcelona 1992      | 6. místo                         |
| Atlanta 1996        | 4. místo                         |
| Sydney 2000         | 4. místo                         |
| Atény 2004          | 9. místo                         |
| Peking 2008         | 7. místo                         |
| Londýn 2012         | 7. místo                         |
| Rio de Janeiro 2016 | 4. místo                         |
| Tokio 2020          | Bronzová medaile                 |
| Celkem              | Účast – 15× · – 0× · – 0× · – 1× |